# Szrenica
Szrenica (česky Jínonoš, německy Reifträger) je hora nacházející se na polské straně Krkonoš v hlavním hřebeni, asi 200 m od česko - polské hranice, 3.5 km jižně od Szklarske Poręby.

## Charakteristika
Szrenica se svým špičatým vrcholem odstávajícím z hraničního hřbetu tvoří jednu z dominant západní části Krkonoš. Žulová skladba hory se navenek projevuje sutěmi balvanů i množstvím skalních torů. Na vrcholu stojí od roku 1922 chata Szrenica, pod vrcholem na severním svahu se nachází horní stanice sedačkové lanovky, která slouží také jako lyžařský vlek pro jeden z největších areálů sjezdového lyžování na polské straně Krkonoš.

## Přístup
Z polské strany se lze do blízkosti vrcholu dopravit sedačkovou lanovkou ze Szklarske Poręby a poté pěšky dojít po černě značené turistické trase dlouhé přibližně 500 m na samotný vrchol. Z české strany je přístup možný odbočkou z červeně značené cesty česko-polského přátelství.